# Književno prevođenje
Književno prevođenje je pismeno prenošenje književnog teksta iz jednoga jezika (jezik izvor) u drugi (ciljni jezik), preko prevoditelja. Za razliku od prevođenja, koje je širi pojam i obuhvaća sve moguće izvore, pisane i nepisane, te je moguće ljudsko i strojno prevođenje, književno prevođenje je aktivnost ograničena na ljude vične jezicima te obogaćene umjetničkim darom.
Ivo Hergešić opisuje književno prevođenje ovako:

## Primjeri
Od izvrsnoga primjera književnog prevođenja možebitno jasnije govori o značaju kvalitetnog književnog prevođenja loš primjer:  hiperproduktivni Špiro Dimitrović Kotoranin, ne trepnuvši okom napisao je u jednoj rimskoj tragediji Shakespeareovoj: "Besposlen pop i jariće krsti".

## Podučavanje književnog prevođenja
Kao i prevođenje, književno prevođenje se obrađuje kao predmet na visokoškolskim ustanovama, Filozofski fakultet u Splitu i Sveučilište u Zadru imaju i izučavaju istoimeni predmet.
Dva temeljna ishoda učenja odnosno kompetencije stečene ovim i ovakvim kolegijima su:
- analizirati, sintetizirati i vrednovati teorijska znanja o prevođenju, tj. poznavanje teorije prevođenja i književnog prevođenja
- primjenjivati sveobuhvatna znanja o (polaznom) jeziku, kulturi i civilizaciji prevodeći (prenoseći) književni tekst na ciljni jezik, tj. primjena književnog prevođenja